# Tung Ping Chau Island
Tung Ping Chau Island är en ö i Hongkong (Kina).   Den ligger i distriktet Tai Po, i den nordöstra delen av Hongkong. Arean är 1,2 kvadratkilometer.
Terrängen på Tung Ping Chau Island är platt. Öns högsta punkt är 35 meter över havet. Den sträcker sig 1,8 kilometer i nord-sydlig riktning, och 1,7 kilometer i öst-västlig riktning.